# Claes Cornelisz. Moeyaert

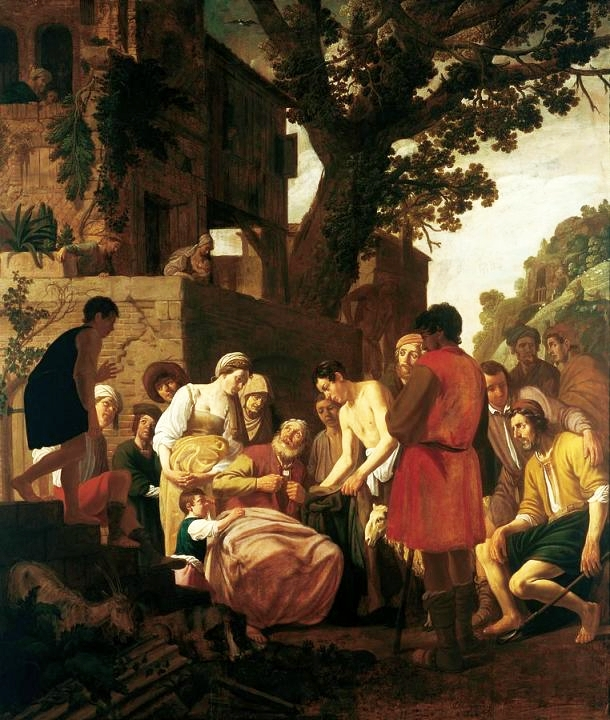
Jakub rozpaczający nad zakrwawionymi szatami Józefa (1624), Muzeum Sztuki w Łodzi

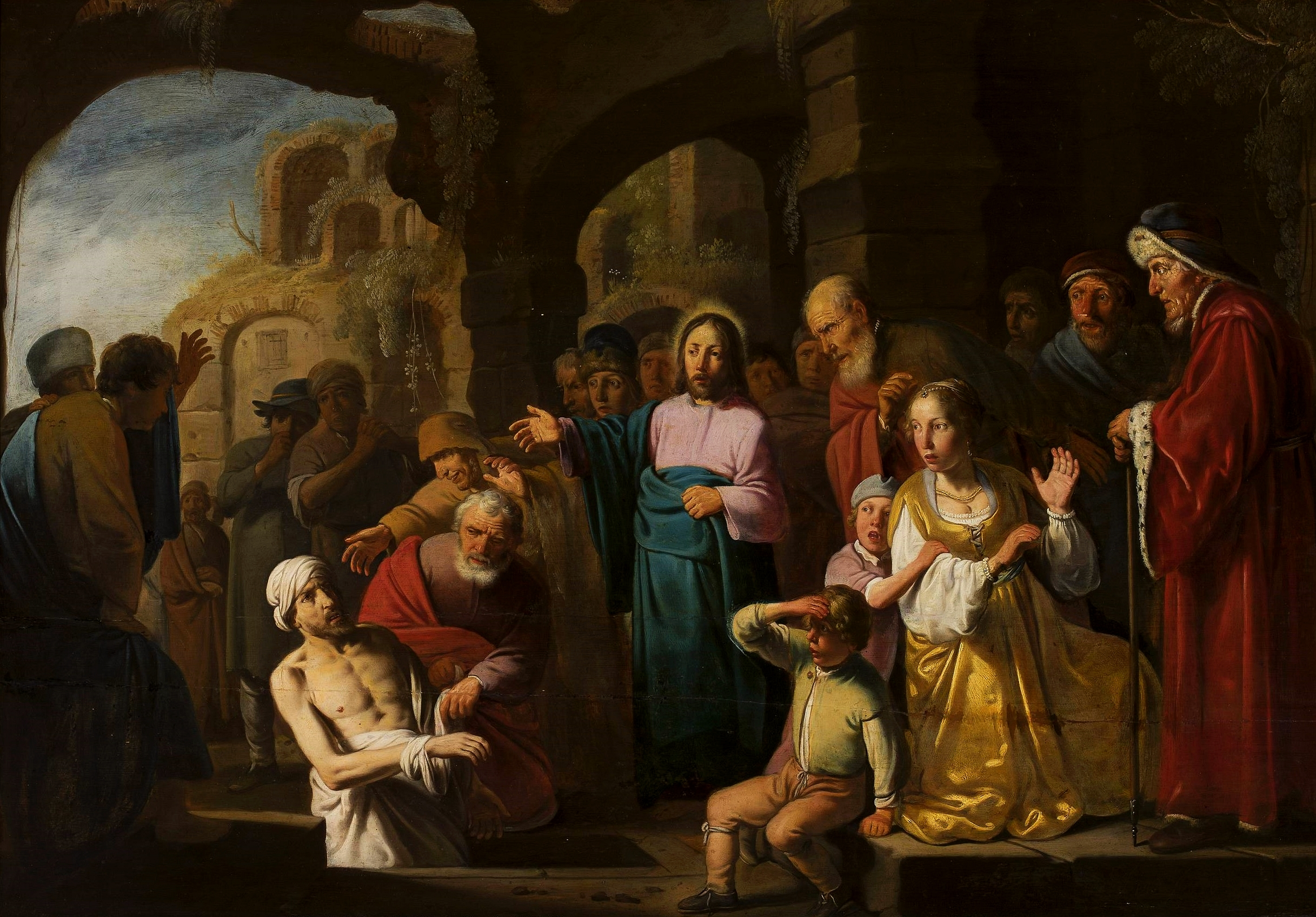
Wskrzeszenie Łazarza (1627), Muzeum Narodowe w Warszawie

Claes Cornelisz. Moeyaert lub Moyaert (ur. w 1591 w Durgerdam k. Amsterdamu, zm. 26 sierpnia 1655 w Amsterdamie) – holenderski malarz, akwaforcista i rysownik okresu baroku.
Pracował w Amsterdamie. Należał do kręgu prerembrandtystów. Pozostawał pod wpływem Adama Elsheimera, Pietera Lastmana oraz Jacoba Pynasa.
Malował historie mitologiczne i religijne w rozbudowanym krajobrazie, z masywnymi, silnie poruszonymi i gestykulującymi postaciami. Tworzył też portrety oraz akwaforty przedstawiające pejzaże i bitwy morskie.
Do jego uczniów należeli m.in. Nicolaes Berchem, Jan Baptist Weenix, Jacob van der Does i Salomon Koninck.
W Polsce znajdują się dwa obrazy Moeyaert'a: w Muzeum Sztuki w Łodzi Jakub rozpaczający nad zakrwawionymi szatami Józefa (nr inwentarzowy MS/SO/M/80 (831)) z 1624 i w Muzeum Narodowym w Warszawie Wskrzeszenie Łazarza (nr inwentarzowy M.Ob.557) z 1654.

## Wybrane dzieła
- Jakub i szata Józefa (1624) – Warszawa, Muzeum Narodowe,
  - Józef odnajduje srebra w sakwach Benjamina (1627) – Budapeszt, Muzeum Sztuk Pięknych,
  - Merkury i Herse (1624) - Haga, Mauritshuis,
  - Triumf Bachusa (1624) – Haga, Mauritshuis,
- Pasterze wśród ruin – Haga, Museum Bredius,
- Rut i Booz – Berlin, Gemäldegalerie,
- Spotkanie Jakuba i Józefa w Egipcie (1636) – Bowdoin College, Museum of Art,
- Wskrzeszenie Łazarza (ok. 1654) – Warszawa, Muzeum Narodowe.